# Houta-Mejyhirska
Houta-Mejyhirska (en ukrainien : Гута-Межигірська ; en russe : Гута-Межигорская, Gouta-Mejigorskaïa) est un village du raïon de Vychhorod de l'oblast de Kiev en Ukraine.
Le 13 mars 2022, lors de l'invasion russe de l'Ukraine, le photojournaliste Max Levin est tué près du village.

## Lieux classés

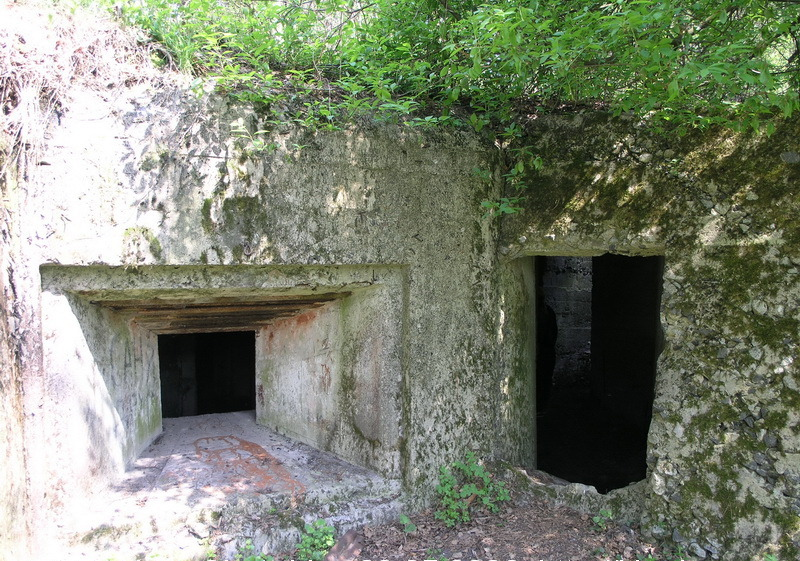
série de bunkers
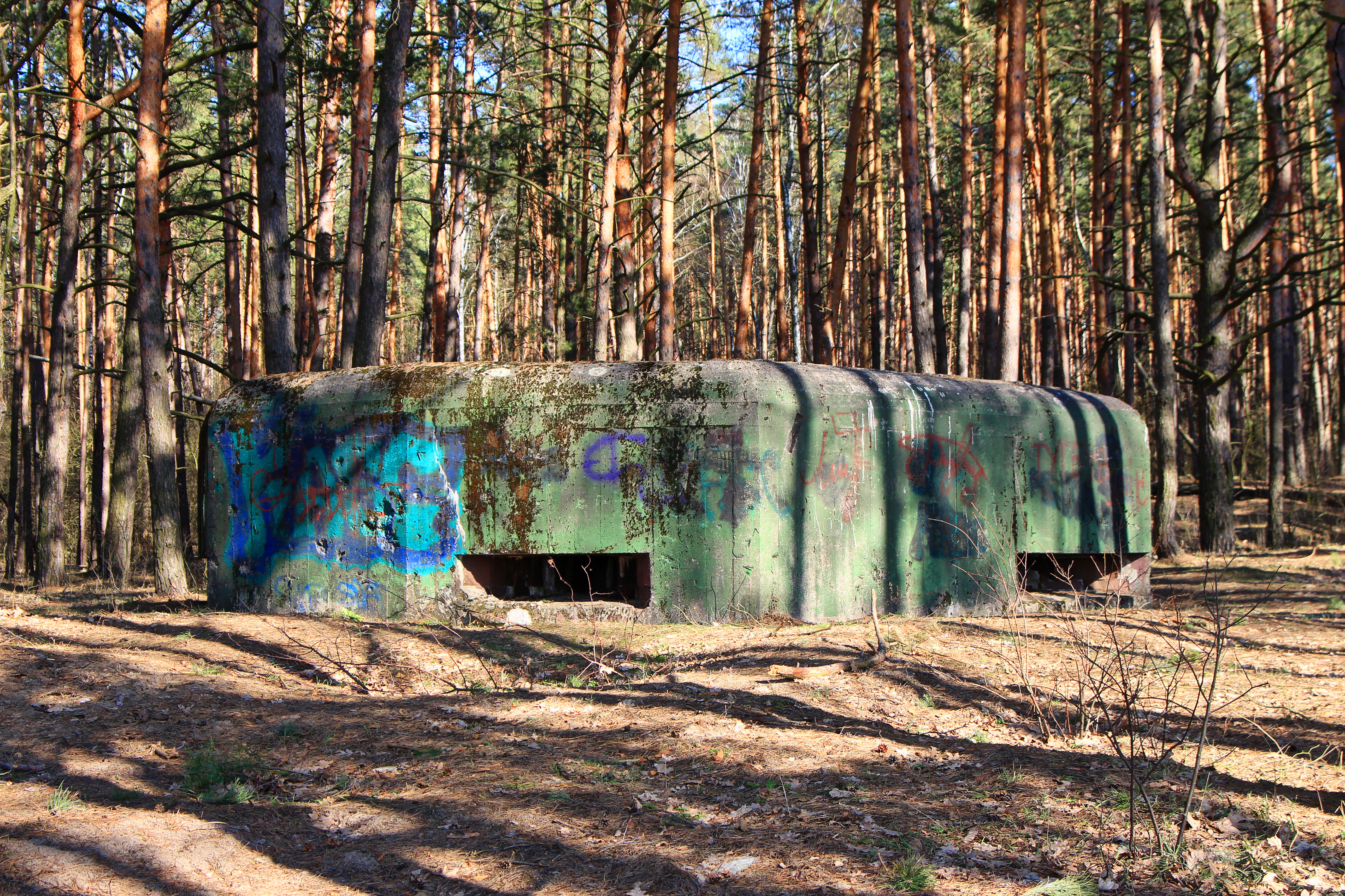
classé[3].